# Šarl Irijart
Šarl Irijart (фр. Charles Yriart; Pariz, 5. decembar 1832. — Pariz, 10. april 1898) bio je francuski novinar, publicista, književnik i autor mnogobrojnih crteža.

## Biografija
Šarl Irijart je bio francuski novinar i publicista, španskog, tj. najverovatnije baskijskog porekla. Autor je brojnih putopisa i drugih tekstova. Prevodio je i sa španskog jezika. Oduševljeni putnik, 1859. godine pratio je špansku ekspediciju u Maroko i o tome slao francuskim listovima zapažene reportaže i crteže. Isto je učinio i godinu dana potom (1860), kada je otišao na Siciliju koju je Đuzepe Garibaldi osvojio sa „šačicom ljudi”. U Bosni i Hercegovini je boravio u dva navrata: prvi put 1874. godine, kada je boravio u Istri, Dalmaciji i Hercegovini, a drugi put 1875. godine, kada je buknuo ustanak, već od avgusta meseca je krenuo na put (preko Trsta, Zagreba, Siska, Kostajnice..) kako bi pratio ustanak iz neposredne blizine.
Dobar deo njegovog rada je objavljivan u listovima i revijama: Le Monde illustré (bio je i glavni urednik ovog časopisa), Le Figaro, La Vie Parisienne, Le Tour du Monde (italijansko izdanje Giro del mondo) i Revue des Deux Mondes. A najveći deo toga je opet objavljen u zasebnim knjigama (v. bibliografiju). Njegovi opisi se odlikuju zanimljivošću i lakoćom izlaganja, te književnim kvalitetima stila. Posebnu sklonost je imao i ka slikarstvu i tematici vezanoj za slikarstvo. (v. galeriju)

### Bosna i Hercegovina - putopis iz vremena ustanka 1875—1876
Na srpskohrvatskom govornom području Irijart je, između ostalog, poznat po knjizi „Bosnie et Herzégovine: souvenirs de voyage pendant l'insurrection“ objavljene u Parizu 1876. godine, koja je ustvari njegov putopis sa putovanja od kraja avgusta 1875. pa do proleća 1876. godine po turskoj pokrajini Bosni i Hercegovini koji je vodio preko Hrvatske, a sve u vremenu i neposredno nakon ustanka, koji je evropska javnost, a posebno francuska, bila veoma propratila. Knjiga ima trinaest glava i određeni broj ilustracija sa odgovarajućim legendama.
Na srpskohrvatskom je delo, pod naslovom „Bosna i Hercegovina - putopis iz vremena ustanka 1875—1876“, izdato 1981. godine u prevodu Vladimira Osipova (predgovor napisao dr. Rade Petrović). Izdavač je sarajevska izdavačka kuća „Veselin Masleša“. Prethodno ovog izdanja, 1930-ih godina u zagrebačkom „Jutarnjem listu“ su objavljivani delovi ove knjige.

### Druge knjige
Osim po iznad spomenutom putopisu, Šarl Irijart je poznat i po svojim radovima o Dalmaciji i obalnom području istočnog Jadrana načelno. Među njima se ističe „Les bords de l'Adriatique et le Monténégro“ (interesantno, iz ovog Irijartovog dela je književnik Alfons Dode crpio građu za svoj roman „Kraljevi u izganstvu“). Prevode dela iz ove tematike je, povodom stogodišnjice Irijartovog dela, objavljivao publicista i esejista Frano Baras u „Slobodnoj Dalmaciji“ i nekoliko brojeva „Nedeljne Dalmacije“ oktobra 1976. godine.

## Izabrana bibliografija
- La Société espagnole (Par. 1861)
- Sous la tente, souvenir du Maroc (1862)
- Les Célébrités de la rue (1864)
- Paris grotesque, les célébrités de la rue 1815-63 (2. Ed. 1868)
- Les Cercles de Paris, 1828-64 (1865)
- Portraits parisiens (1865)
- Nouveaux portraits parisiens (1869)
- Goya, sa vie, son œuvre (1867)
- Portraits cosmopolites (1870)
- Tableaux de la guerre (1870)
- Les Prussiens à Paris et le 18 mars (1871)
- Campagne de France 1870-71 (1871)
- Les Princes d'Orléans (1872)  524321172
- Le Puritain (1873)
- L'Istrie et la Dalmatie (1874)
- Trieste e l'Istria (1875)
- La Bosnie et l'Herzégovine pendant l'insurrection (1875)
- Bosnie et Herzégovine: souvenirs de voyage pendant l'insurrection (1876)  31355407
- Venise: l'histoire, l'art, l'industrie, la ville et la vie (1877)
- Les Bords de l'Adriatique (1878)
- Il Montenegro : illustrato da 43 incisioni e 1 carta geografica  41781775
- Florence (1880)
- Un condottiere au XV. siecle: Rimini (1882)
- Françoise de Rimini (1882)
- La vie d'un patricien de Venise au XVI. siècle (von der Akademie gekrönt, 2. Ed. 1885)
- Matteo Civitali, sa vie et son œuvre (1885)
- Paul Véronèse (1888)
- Cesar Borgia (1889) 2 Vols.[11][12]
- Les Fleurs et les jardins de Paris (1893)
- Mantegna (1901)
- Bosna i Hercegovina - putopis iz vremena ustanka 1875-1876 : sa petnaest Vjeržovih crteža prema autorovim skicama i posebnom kartom (PDF). Sarajevo: "Veselin Masleša", (Novi Sad : Budućnost). 1981.  40657415  34936588  1365254  1365254

## Galerija slika
- Neki od Irijartovih crteža koje je objavljivao u časopisima

## Literatura
- Džaja, Mato (1973). Banja Luka u putopisima i zapisima [III izdanje]. Banja Luka: Glas.  113716231  39117312  39117312
- Irijart, Šarl (1981). Bosna i Hercegovina - putopis iz vremena ustanka 1875-1876 : sa petnaest Vjeržovih crteža prema autorovim skicama i posebnom kartom (PDF). Sarajevo: "Veselin Masleša", (Novi Sad : Budućnost).  40657415  34936588  1365254  1365254
- 40657415  34936588  1365254  1365254
- Stojanović, Nikola (1950). „Jedna francuska knjiga o bosansko-hercegovačkom ustanku 1875. i 1876. godine”. Godišnjak Istoriskog društva Bosne i Hercegovine. Sarajevo: Istorisko društvo Bosne i Hercegovine. 2: 271—277. ISSN 0352-8669.  16324098  16324098  16324098
- Šamić, Midhat (1981). Francuski putnici u Bosni i Hercegovini u XIX stoljeću i njihovi utisci o njoj : (1836-1878). Sarajevo: "Veselin Masleša", (Novi Sad : Budućnost).  83094284  39890695  724247  724247  1924646
- 31355407